# Horst Rascher
Horst Rascher (ur. 11 marca 1940 w Wiedniu) – zachodnioniemiecki bokser, mistrz Europy z 1959.
Startował w wadze koguciej (do 54 kg). W wieku 19 lat osiągnął swój największy sukces zdobywając złoty medal na mistrzostwach Europy w 1959 w Lucernie, po zwycięstwach m.in. z półfinale z Zygmuntem Zawadzkim i w finale z obrońcą tytułu Olegiem Grigorjewem z ZSRR. Na igrzyskach olimpijskich w 1960 w Rzymie po wygraniu dwóch walk przegrał w ćwierćfinale z Brunonem Bendigiem. Niepowodzeniem zakończył się start Raschera na mistrzostwach Europy w 1961 w Belgradzie, gdzie przegrał pierwszą walkę. Podobnie na pierwszej walce zakończył start na mistrzostwach Europy w 1963 w Moskwie. Nie wystąpił na igrzyskach olimpijskich w 1964 w Tokio.
Zdobył brązowy medal na mistrzostwach Europy w 1965 w Berlinie, gdzie przegrał w półfinale z Janem Gałązką. Na mistrzostwach Europy w 1967 w Rzymie zdobył srebrny medal, po porażce w finale z Nicolae Gîju z Rumunii. Dotarł do ćwierćfinału igrzysk olimpijskich w 1968 w Meksyku, gdzie pokonał go Chang Kyou-chul z Korei Południowej.
Rascher był mistrzem RFN w wadze koguciej w latach 1959, 1960 i 1962-1968.
Nie przeszedł na zawodowstwo.